# 2012년 하계 올림픽 유도
2012년 하계 올림픽 유도(영어: Judo at the 2012 Summer Olympics)는 2012년 하계 올림픽의 정식 종목으로 진행된 유도 경기로 2012년 7월 28일부터 8월 3일까지 영국 런던의 엑셀 런던에서 열렸다.

## 경기장
런던에 있는 엑셀 런던에서 경기가 열렸다.
| 도시          | 경기장                   | 비고    |
| ------------- | ------------------------ | ------- |
| 런던 (London) | 엑셀 런던 (ExCeL London) | 전 경기 |

## 세부 종목
남녀 각 7종목씩 총 14종목이 진행되었으며, 세부 종목은 아래와 같다.
| - 남자 종목 - 60kg급 - 66kg급 - 73kg급 - 81kg급 - 90kg급 - 100kg급 - 100kg 이상급 | - 여자 종목 - 48kg급 - 52kg급 - 57kg급 - 63kg급 - 70kg급 - 78kg급 - 78kg 이상급 |

## 예선
2012년 5월 1일 기준으로, 국제 유도 연맹이 발표한 세계 랭킹을 일차적으로 적용하여 출전쿼터가 정해졌다. 이에 따라 한 체급에는 한 나라에서 한 선수에게 세계 랭킹 순위권에 들 경우 출전권이 배부되었고, 와일드카드로 대륙별로 1~2개 국가에 추가적으로 출전권이 부여되었다. 개최국 영국에는 세계 랭킹에 관계없이 모든 체급에 출전권이 자동 부여되었다. 대한민국, 영국, 프랑스, 브라질, 일본의 5개 국가는 남녀 14개 모든 종목의 출전권을 얻었다.

## 메달리스트

### 남자
| 종목                    | 금                             | 은                           | 동                             |
| ----------------------- | ------------------------------ | ---------------------------- | ------------------------------ |
| 남자 60kg급 자세히      | 아르센 갈스탼 · 러시아         | 히라오카 히로아키 · 일본     | 펠리피 키타다이 · 브라질       |
| 남자 60kg급 자세히      | 아르센 갈스탼 · 러시아         | 히라오카 히로아키 · 일본     | 리쇼트 소비로프 · 우즈베키스탄 |
| 남자 66kg급 자세히      | 라샤 샤브다투아슈빌리 · 조지아 | 운그바리 미클로시 · 헝가리   | 에비누마 마사시 · 일본         |
| 남자 66kg급 자세히      | 라샤 샤브다투아슈빌리 · 조지아 | 운그바리 미클로시 · 헝가리   | 조준호 · 대한민국              |
| 남자 73kg급 자세히      | 만수르 이사예프 · 러시아       | 나카야 리키 · 일본           | 사잉자르갈링 냠오치르 · 몽골   |
| 남자 73kg급 자세히      | 만수르 이사예프 · 러시아       | 나카야 리키 · 일본           | 위고 르그랑 · 프랑스           |
| 남자 81kg급 자세히      | 김재범 · 대한민국              | 올레 비쇼프 · 독일           | 이반 니폰토프 · 러시아         |
| 남자 81kg급 자세히      | 김재범 · 대한민국              | 올레 비쇼프 · 독일           | 앙투안 발루아포르티에 · 캐나다 |
| 남자 90kg급 자세히      | 송대남 · 대한민국              | 아슬레이 곤살레스 · 쿠바     | 일리아스 일리아디스 · 그리스   |
| 남자 90kg급 자세히      | 송대남 · 대한민국              | 아슬레이 곤살레스 · 쿠바     | 니시야마 마사시 · 일본         |
| 남자 100kg급 자세히     | 타기르 하이불라예프 · 러시아   | 나이당깅 투브신바야르 · 몽골 | 디미트리 페터스 · 독일         |
| 남자 100kg급 자세히     | 타기르 하이불라예프 · 러시아   | 나이당깅 투브신바야르 · 몽골 | 헹크 흐롤 · 네덜란드           |
| 남자 100kg이상급 자세히 | 테디 리네르 · 프랑스           | 알렉산드르 미하일린 · 러시아 | 안드레아스 퇼처 · 독일         |
| 남자 100kg이상급 자세히 | 테디 리네르 · 프랑스           | 알렉산드르 미하일린 · 러시아 | 하파에우 시우바 · 브라질       |

### 여자
| 종목                   | 금                              | 은                             | 동                           |
| ---------------------- | ------------------------------- | ------------------------------ | ---------------------------- |
| 여자 48kg급 자세히     | 사라 메네제스 · 브라질          | 알리나 두미트루 · 루마니아     | 체르노비츠키 에버 · 헝가리   |
| 여자 48kg급 자세히     | 사라 메네제스 · 브라질          | 알리나 두미트루 · 루마니아     | 샤를린 판 스닉 · 벨기에      |
| 여자 52kg급 자세히     | 안금애 · 조선민주주의인민공화국 | 야네트 베르모이 · 쿠바         | 로살바 포르치니티 · 이탈리아 |
| 여자 52kg급 자세히     | 안금애 · 조선민주주의인민공화국 | 야네트 베르모이 · 쿠바         | 프리실라 녜토 · 프랑스       |
| 여자 57kg급 자세히     | 마쓰모토 가오리 · 일본          | 코리나 커프리오리우 · 루마니아 | 마티 멀로이 · 미국           |
| 여자 57kg급 자세히     | 마쓰모토 가오리 · 일본          | 코리나 커프리오리우 · 루마니아 | 오톤 파비아 · 프랑스         |
| 여자 63kg급 자세히     | 우르슈카 졸리니르 · 슬로베니아  | 쉬리리 · 중화인민공화국        | 우에노 요시에 · 일본         |
| 여자 63kg급 자세히     | 우르슈카 졸리니르 · 슬로베니아  | 쉬리리 · 중화인민공화국        | 제브리즈 에만 · 프랑스       |
| 여자 70kg급 자세히     | 뤼시 데코스 · 프랑스            | 케르스틴 틸레 · 독일           | 유리 알베아르 · 콜롬비아     |
| 여자 70kg급 자세히     | 뤼시 데코스 · 프랑스            | 케르스틴 틸레 · 독일           | 에딧 보스 · 네덜란드         |
| 여자 78kg급 자세히     | 케일라 해리슨 · 미국            | 제마 기번스 · 영국             | 오드리 최메오 · 프랑스       |
| 여자 78kg급 자세히     | 케일라 해리슨 · 미국            | 제마 기번스 · 영국             | 마이라 아기아르 · 브라질     |
| 여자 78kg이상급 자세히 | 이달리스 오르티스 · 쿠바        | 스기모토 미카 · 일본           | 카리나 브라이언트 · 영국     |
| 여자 78kg이상급 자세히 | 이달리스 오르티스 · 쿠바        | 스기모토 미카 · 일본           | 퉁원 · 중화인민공화국        |

## 메달 집계

### 최종 순위
| 순위 | 국가                         | 금메달 | 은메달 | 동메달 | 합계 |
| ---- | ---------------------------- | ------ | ------ | ------ | ---- |
| 1    | 러시아 (RUS)                 | 3      | 1      | 1      | 5    |
| 2    | 프랑스 (FRA)                 | 2      | 0      | 5      | 7    |
| 3    | 대한민국 (KOR)               | 2      | 0      | 1      | 3    |
| 4    | 일본 (JPN)                   | 1      | 3      | 3      | 7    |
| 5    | 쿠바 (CUB)                   | 1      | 2      | 0      | 3    |
| 6    | 브라질 (BRA)                 | 1      | 0      | 3      | 4    |
| 7    | 미국 (USA)                   | 1      | 0      | 1      | 2    |
| 8    | 슬로베니아 (SLO)             | 1      | 0      | 0      | 1    |
| 8    | 조지아 (GEO)                 | 1      | 0      | 0      | 1    |
| 8    | 조선민주주의인민공화국 (PRK) | 1      | 0      | 0      | 1    |
| 11   | 독일 (GER)                   | 0      | 2      | 2      | 4    |
| 12   | 루마니아 (ROU)               | 0      | 2      | 0      | 2    |
| 13   | 몽골 (MGL)                   | 0      | 1      | 1      | 2    |
| 13   | 영국 (GBR)                   | 0      | 1      | 1      | 2    |
| 13   | 중화인민공화국 (CHN)         | 0      | 1      | 1      | 2    |
| 13   | 헝가리 (HUN)                 | 0      | 1      | 1      | 2    |
| 17   | 네덜란드 (NED)               | 0      | 0      | 2      | 2    |
| 18   | 그리스 (GRE)                 | 0      | 0      | 1      | 1    |
| 18   | 벨기에 (BEL)                 | 0      | 0      | 1      | 1    |
| 18   | 우즈베키스탄 (UZB)           | 0      | 0      | 1      | 1    |
| 18   | 이탈리아 (ITA)               | 0      | 0      | 1      | 1    |
| 18   | 캐나다 (CAN)                 | 0      | 0      | 1      | 1    |
| 18   | 콜롬비아 (COL)               | 0      | 0      | 1      | 1    |
| 합계 | 합계                         | 14     | 14     | 14     | 42   |